# Eva Celbová
Eva Celbová (* 8. März 1975 in Náchod) ist eine ehemalige tschechische Beachvolleyballspielerin. Sie wurde zweimal Europameisterin, gewann WM-Bronze und nahm an zwei olympischen Turnieren teil.

## Karriere
Celbová absolvierte 1996 ihr erstes internationales Turnier mit Soňa Nováková-Dosoudilová. Im gleichen Jahr wurde sie mit ihrer Partnerin in Pescara durch einen Finalsieg gegen das deutsche Duo Bühler/Müsch Europameisterin. Das Duo erreichte im nächsten Jahr mehrere Top-Ten-Platzierungen bei Open-Turnieren und nahm an der ersten Weltmeisterschaft in Los Angeles teil, bei der es zu einem neunten Rang reichte. Bei der Europameisterschaft in Riccione holten die Titelverteidigerinnen diesmal Bronze. Das nächste kontinentale Turnier in Rhodos entschieden sie wieder für sich. Im folgenden Jahr belegten Celbová/Nováková  bei der Weltmeisterschaft in Marseille Platz 17, während sie bei der Europameisterschaft in Palma als Dritte ihre nächste Medaille gewannen.
Das olympische Turnier in Sydney beendeten sie nach einer Niederlage im Achtelfinale gegen die Japanerinnen Takahashi/Saiki als Neunte. Erfolgreicher verlief die Weltmeisterschaft 2001; in Klagenfurt wurden die Tschechinnen mit einem Sieg gegen die US-Amerikanerinnen Youngs/Fontana Dritte. 2002 in Basel gab es zum dritten Mal EM-Bronze. Die nächsten beiden Turniere 2003 in Alanya und 2004 in Timmendorfer Strand endeten für Celbová/Nováková auf den Plätzen neun und vier. Zwischen diesen beiden Wettbewerben spielten sie bei der WM 2003 und mussten sich im Achtelfinale den späteren Weltmeisterinnen Walsh/May-Treanor in drei Sätzen geschlagen geben. Bei ihrem zweiten olympischen Turnier schieden Celbová/Nováková 2004 in Athen wieder im Achtelfinale gegen McPeak/Youngs aus.
Nach zwei Open-Turnieren im Jahr 2006 trennten sich die langjährigen Partnerinnen. 2007 in Gstaad konnte Celbová mit ihrer neuen Partnerin Tereza Petrova nicht an frühere Erfolge anknüpfen und scheiterte bereits in der Vorrunde.